# Moč je v resnici
»Moč je v resnici« (rusko Cила в правде, latinizirano: sila v pravde) je ruska fraza, ki se je razširila v začetku 21. stoletja. Izhaja iz ene izmed fraz lika Danila Bagrov iz filma Brat 2, ki je bil izdan leta 2000.

## Zgodovina
Po ruskemu zgodovinopisju je izrek pripisan Aleksandru Nevskem: »Bog ni v moči, ampak v resnici!«. V poznejši reprodukciji iz 18. stoletja ga je pogosto omenjal tudi ruski poveljnik Aleksander Suvorov.
Izraz »moč je v resnici« je izrekel glavni junak filma Brat 2 Danila Bagrov. V filmu je junak najprej vprašal brata: »V čem je moč, brat?«, na kar je brat odgovoril, da je vsa moč v denarju, nato pa je v enem od zadnjih dialogov Bagrov izrekel besede: »Povej mi, Američan, v čem je moč? Je denar? Moj brat pravi, da je denar. Imaš veliko denarja, pa kaj? Mislim, da je moč v resnici: kdor ima resnico, je močnejši.«

## Jezikovna analiza
Jurij Razinov, doktor filoloških znanosti, piše, da »junak »Nove ruske povesti« Danila Bogatir iz filma Alekseja Balabanova Brat 2« svojemu kolegu na silovit način vzbuja, da je »moč v resnici«. Razinov meni, da to uveljavlja »neposreden in trmast slog Resnice«, ki se »izkaže za močnejšo od umikajoče in zvite Krivde«. »Epska Resnica prepove, zlomi in dobesedno zavije v lok krivo linijo Krivde«, še piše filolog. Raziskovalec meni, da je paradoks ruske zgodovine v tem, da teza »moč v resnici« obstaja v besedah v resnici pa priznava nasprotni vrstni red - »kdor ima moč, ima resnico.«

## V politiki
Stranka Prava stvar je kot politični slogan stranke uporabila frazo iz filma Brat 2: »Moč je v resnici. Kdor ima prav, je močnejši.«
Komunistična partija Ruske federacije (CPRF) je uporabila slogan »Naša moč je v resnici!« (rusko Наша сила — в правде).

### Ruska invazija na Ukrajino
Med rusko invazijo na Ukrajino leta 2022 je bila latinska črka V opažena na vojaških vozilih na severu Ukrajine, vključno z območji Gostomela, Buče, v gozdovih severno od Kijeva in blizu Dimerja . »V« je eden od ruskih simbolov za spodbujanje invazije na Ukrajino, poleg »V« in drugih pa so izbrali tudi »Z«. Rusko obrambno ministrstvo je 3. marca izjavilo, da »V« pomeni »Naša moč je v resnici«, pa tudi »Naloga bo izpolnjena« (rusko задача будет выполнена, latinizirano: zadacha budet vypolnena).

#### Prepoved simbola v drugih državah
Tako kot simbol »Z« in trak svetega Jurija je bil »V« zaradi svoje simbolike in povezanosti z grozodejstvi ruske vojske prepovedan v nekaterih državah.
- Moldavija je tovrstne simbole prepovedala 7. aprila 2022.[5] V tej državi so pripadniki ruske manjšine v Moldaviji naslikali simbola »Z« in »V« čez križe na kišnjevsko pokopališče herojev druge svetovne vojne.[6]
- Litva je 19. aprila prepovedala vse tri simbole,[7] Latvija je 31. marca prepovedala simbole »V« in »Z«.[8]
- Javna uporaba simbolov "O", "V" in "Z" na vozilih je v Kazahstanu kaznovana.[9]